# Ik weet niet hoe
Ik weet niet hoe is een single van de Nederlandse zanger Benny Neyman uit 1980. Het stond in hetzelfde jaar als eerste track op het album De beste van Benny Neyman.

## Achtergrond
Ik weet niet hoe is een Nederlandse bewerking door Neyman van het Griekse nummer Agapimu van de Italiaanse zangeres Mia Martini, geschreven door Dario Baldan Bembo (muziek), Mia Martini en Giovanni Conte (tekst), en werd door Francis Goya en Bart van de Laar geproduceerd. Drie regels in het lied werden eerst niet geschikt geacht voor uitzending door de NCRV. Neyman herschreef deze regels en hierdoor zijn er twee versies van hem.

## Hitnoteringen
Het nummer was de grote doorbraak voor Neyman. Het stond tien weken genoteerd in de Nederlandse Top 40 en piekte op de vijfde positie. In de Nationale Hitparade was het elf weken te vinden en kwam het tot de zevende plaats. De elfde plaats werd behaald in de Vlaamse Ultratop 50, waar het zes weken in stond.

### NPO Radio 2 Top 2000
| Nummer met noteringen in de NPO Radio 2 Top 2000 | '03  | '04 | '05  | '06  |
| ------------------------------------------------ | ---- | --- | ---- | ---- |
| Ik weet niet hoe                                 | 1850 | -   | 1988 | 1711 |

1. ↑  Een '-' betekent dat het nummer niet was genoteerd en een vetgedrukt getal geeft de hoogste notering aan.
2. ↑  2003 was het eerste jaar met een notering voor dit nummer.
3. ↑  Deze tabel is bijgewerkt tot en met de laatste editie (2024).

## Cover
In 2015 nam de Nederlandse zanger Gerson Main een cover van het lied op. Deze versie was te horen in een reclame van KPN en belandde mede daardoor in de Tipparade maar wist niet door te stromen naar de Top 40.